# 蔡士實
蔡士實，字文光，福建福清縣（今屬福州市）人。明初官員。

## 生平
洪武四年（1371年）辛亥，明朝首開會試，蔡士實考中吴伯宗榜三甲進士。官河南遂平縣縣丞。